# Coldspring (Texas)
Coldspring település az Amerikai Egyesült Államok Texas államában, San Jacinto megyében, melynek megyeszékhelye is. Lakosainak száma 819 fő (2020. április 1.).

## Népesség
A település népességének változása:

| 2010 | 853 |
| 2020 | 819 |